# Erencan Yardımcı
Erencan Yardımcı (* 4. Februar 2002 im İzmit) ist ein türkischer Fußballspieler, der bei der TSG 1899 Hoffenheim unter Vertrag steht und aktuell an Eintracht Braunschweig ausgeliehen ist.

## Karriere

### Verein
Im Juli 2019 unterzeichnete Yardımcı seinen ersten Profivertrag bei Galatasaray Istanbul. Er gab sein Debüt am 26. November 2019 beim 1:1 in der UEFA Champions League gegen FC Brügge am 26. November 2019. Danach wechselte er 2021 zu Eyüpspor. Er wechselte für die zweite Hälfte der Saison 2021/2022 ab dem 6. Januar 2022 auf Leihbasis zu Alanyaspor. 2023 wechselte er als Leihspieler zu Pendikspor. Für Pendikspor absolvierte er 28 Spiele in der Süper Lig, in denen er sechsmal traf.
Zur Saison 2024/25 kehrte er zunächst zu Eyüpspor zurück, ehe er den Verein im August 2024 endgültig verließ und nach Deutschland zum Bundesligisten TSG 1899 Hoffenheim wechselte. Der Angreifer wurde aber direkt an den österreichischen Meister SK Sturm Graz verliehen. Unter Christian Ilzer und dessen Nachfolger Jürgen Säumel kam er auf acht Ligaeinsätze, in denen er zwei Tore erzielte. Zudem spielte Yardımcı sechsmal in der Champions League und einmal ÖFB-Cup. Bereits Anfang Januar 2025 wurde die Leihe vorzeitig beendet und Yardımcı wurde mit dem Beginn der Wintervorbereitung in den Profikader der abstiegsbedrohten TSG integriert. Dort traf er wieder auf Christian Ilzer, der die Hoffenheimer im November 2024 übernommen hatte. Bereits im Oktober 2024 war der Sturm-Geschäftsführer Andreas Schicker ebenfalls zur TSG gewechselt. Für Hoffenheim absolvierte er in der Rückrunde acht Ligaspiele.
Für die Spielzeit 2025/26 wechselte Yardımcı leihweise in die 2. Bundesliga zu Eintracht Braunschweig.

### Nationalmannschaft
Yardımcı spielte 2019 für die Türkei U17. Später war er bei der Türkei U18 aktiv. Derzeit spielt Yardımcı bei der Türkei U21.

## Titel
- Meister der TFF 2. Lig Gruppe Rot und Aufstieg in die TFF 1. Lig: 2021 (Eyüpspor)
- Österreichischer Meister: 2025